# Zone di protezione speciale della Toscana
Le zone di protezione speciale della Toscana, individuate in base alla Direttiva Uccelli (Direttiva 2009/147/CE) e appartenenti alla rete Natura 2000, sono 62 e comprendono circa 131 600 ettari di superficie terrestre (pari al 5,72% del territorio regionale) e 61 173 ettari di superficie marina.

## Zone di protezione speciale
| Definizione dell’area                                                   | Immagine | Codice Natura 2000 | Note | Sup.  | Coordinate              |
| ----------------------------------------------------------------------- | -------- | ------------------ | ---- | ----- | ----------------------- |
| Lago di Porta (area protetta)                                           |          | IT5110022          |      | 156   | 43.991814°N 10.172154°E |
| Pania di Corfino                                                        |          | IT5120004          |      | 134   | 44.190223°N 10.396312°E |
| Orrido di Botri (area protetta)                                         |          | IT5120007          |      | 244   | 44.089722°N 10.624722°E |
| Praterie primarie e secondarie delle Apuane                             |          | IT5120015          |      | 17320 | 44.062226°N 10.247266°E |
| Macchia lucchese                                                        |          | IT5120016          |      | 406   | 43.838333°N 10.2575°E   |
| Lago e Padule di Massacciuccoli                                         |          | IT5120017          |      | 1906  | 43.841667°N 10.321389°E |
| Bonifica della Gherardesca                                              |          | IT5120105          |      | 57    | 43.711°N 10.612°E       |
| Campolino                                                               |          | IT5130002          |      | 132   | 44.114421°N 10.66546°E  |
| Abetone                                                                 |          | IT5130003          |      | 624   | 44.135535°N 10.680313°E |
| Pian degli Ontani                                                       |          | IT5130004          |      | 671   | 44.101159°N 10.698478°E |
| Padule di Fucecchio                                                     |          | IT5130007          |      | 2081  | 43.808889°N 10.791389°E |
| Bosco di Chiusi e Paduletta di Ramone                                   |          | IT5140010          |      | 419   | 43.806944°N 10.827222°E |
| Stagni della Piana Fiorentina e Pratese                                 |          | IT5140011          |      | 1902  | 43.8175°N 11.096667°E   |
| Padule di Suese e Biscottino                                            |          | IT5160001          |      | 144   | 43.591667°N 10.366389°E |
| Isola di Gorgona - area terrestre e marina                              |          | IT5160002          |      | 14818 | 43.4275°N 9.897222°E    |
| Tombolo di Cecina                                                       |          | IT5160003          |      | 354   | 43.27377°N 10.514239°E  |
| Padule di Bolgheri                                                      |          | IT5160004          |      | 577   | 43.224167°N 10.544722°E |
| Isola di Capraia - area terrestre e marina                              |          | IT5160007          |      | 18403 | 42.995574°N 9.818492°E  |
| Padule Orti - Bottagone                                                 |          | IT5160010          |      | 121   | 42.968056°N 10.599167°E |
| Isole di Cerboli e Palmaiola                                            |          | IT5160011          |      | 21    | 42.865278°N 10.474167°E |
| Monte Capanne e promontorio dell'Enfola                                 |          | IT5160012          |      | 6756  | 42.778056°N 10.185278°E |
| Isola di Pianosa - area terrestre e marina                              |          | IT5160013          |      | 5498  | 42.583611°N 10.081111°E |
| Isola di Montecristo e Formica di Montecristo - area terrestre e marina |          | IT5160014          |      | 15483 | 42.331944°N 10.309722°E |
| Elba orientale                                                          |          | IT5160102          |      | 4687  | 42.723721°N 10.398338°E |
| Dune litoranee di Torre del Lago                                        |          | IT5170001          |      | 123   | 43.828611°N 10.253889°E |
| Selva Pisana                                                            |          | IT5170002          |      | 9657  | 43.710278°N 10.306389°E |
| Montefalcone                                                            |          | IT5170004          |      | 510   | 43.743488°N 10.723098°E |
| Macchia di Tatti - Berignone                                            |          | IT5170006          |      | 2489  | 43.335278°N 10.934722°E |
| Fiume Cecina da Berignone a Ponteginori                                 |          | IT5170007          |      | 1909  | 43.325556°N 10.893611°E |
| Complesso di Monterufoli                                                |          | IT5170008          |      | 5033  | 43.254722°N 10.780556°E |
| Camaldoli, Scodella, Campigna, Badia Prataglia                          |          | IT5180004          |      | 2155  | 43.811437°N 11.792124°E |
| Pascoli montani e cespuglieti del Pratomagno                            |          | IT5180011          |      | 6753  | 43.653611°N 11.637778°E |
| Valle dell'Inferno e Bandella                                           |          | IT5180012          |      | 893   | 43.507778°N 11.653611°E |
| Brughiere dell'Alpe di Poti                                             |          | IT5180014          |      | 1143  | 43.472778°N 11.984444°E |
| Monte Dogana                                                            |          | IT5180016          |      | 1235  | 43.396389°N 12.032778°E |
| Monte Ginezzo                                                           |          | IT5180017          |      | 1604  | 43.281111°N 12.076667°E |
| Crete di Camposodo e Crete di Leonina                                   |          | IT5190004          |      | 1859  | 43.294167°N 11.445278°E |
| Monte Oliveto Maggiore e Crete di Asciano                               |          | IT5190005          |      | 3305  | 43.159444°N 11.554722°E |
| Lago di Montepulciano                                                   |          | IT5190008          |      | 483   | 43.090278°N 11.917222°E |
| Lago di Chiusi                                                          |          | IT5190009          |      | 802   | 43.053611°N 11.963056°E |
| Lucciolabella                                                           |          | IT5190010          |      | 1417  | 43.025556°N 11.7525°E   |
| Crete dell'Orcia e del Formone                                          |          | IT5190011          |      | 8238  | 42.954444°N 11.744722°E |
| Poggio Tre Cancelli                                                     |          | IT51A0004          |      | 319   | 42.981985°N 10.778237°E |
| Padule di Diaccia Botrona                                               |          | IT51A0011          |      | 1348  | 42.769167°N 10.920556°E |
| Tombolo da Castiglion della Pescaia a Marina di Grosseto                |          | IT51A0012          |      | 373   | 42.743611°N 10.942222°E |
| Padule della Trappola, Bocca d'Ombrone                                  |          | IT51A0013          |      | 489   | 42.658627°N 11.016018°E |
| Pineta Granducale dell'Uccellina                                        |          | IT51A0014          |      | 626   | 42.6536°N 11.0483°E     |
| Dune costiere del Parco dell'Uccellina                                  |          | IT51A0015          |      | 158   | 42.6361°N 11.0736°E     |
| Monti dell'Uccellina                                                    |          | IT51A0016          |      | 4441  | 42.618056°N 11.099444°E |
| Monte Labbro e alta valle dell'Albegna                                  |          | IT51A0018          |      | 6299  | 42.813333°N 11.504167°E |
| Alto corso del Fiume Fiora                                              |          | IT51A0019          |      | 7111  | 42.686667°N 11.63°E     |
| Medio corso del Fiume Albegna                                           |          | IT51A0021          |      | 1991  | 42.619444°N 11.435833°E |
| Formiche di Grosseto                                                    |          | IT51A0022          |      | 12    | 42.577222°N 10.881111°E |
| Isola del Giglio                                                        |          | IT51A0023          |      | 2094  | 42.353056°N 10.898056°E |
| Isola di Giannutri - area terrestre e marina                            |          | IT51A0024          |      | 11022 | 42.250278°N 11.099444°E |
| Monte Argentario, Isolotto di Porto Ercole e Argentarola                |          | IT51A0025          |      | 5723  | 42.403889°N 11.147222°E |
| Laguna di Orbetello                                                     |          | IT51A0026          |      | 3694  | 42.459722°N 11.2225°E   |
| Duna di Feniglia                                                        |          | IT51A0028          |      | 458   | 42.422931°N 11.245761°E |
| Lago Acquato, Lago San Floriano                                         |          | IT51A0030          |      | 208   | 42.483889°N 11.453056°E |
| Lago di Burano                                                          |          | IT51A0033          |      | 489   | 42.401556°N 11.37487°E  |
| Isolotti grossetani dell'Arcipelago Toscano                             |          | IT51A0035          |      | 11    | 42.380857°N 11.211572°E |
| Pianure del Parco della Maremma                                         |          | IT51A0036          |      | 3303  | 42.682429°N 11.085503°E |